# Face to Face 1994
Face to Face 1994 – pierwsza wspólna krótka trasa koncertowa Eltona Johna i Billy’ego Joela z serii Face to Face, która odbyła się w 1994 r. Obejmowała 21 koncertów w USA.

## Program koncertów
Elton John i Billy Joel
1. "Yankee Doodle Dandy"
2. "Your Song"
3. "Honesty"

Elton John
1. "Don't Let The Sun Go Down On Me"
2. "Philadelphia Freedom"
3. "Take Me To The Pilot"
4. "Levon"
5. "Rocket Man"
6. "Simple Life"
7. "The One"
8. "New York State Of Mind"
9. "Funeral For A Friend"/"Love Lies Bleeding"
10. "I Guess That's Why They Call It The Blues"
11. "Can You Feel The Love Tonight"
12. "Saturday Night’s Alright for Fighting"
13. "Pinball Wizard"

Billy Joel
1. "I Go To Extremes"
2. "Pressure"
3. "Angry Young Man"
4. "Goodbye Yellow Brick Road"
5. "Scenes From Italian Restaurant"
6. "My Life"
7. "Allentown"
8. "Lullaby"
9. "River of Dreams"
10. "We Didn't Start The Fire"
11. "It's Still Rock And Roll To Me"
12. "Only The Good Die Young"

Elton John i Billy Joel
1. "The Bitch Is Back"
2. "You May Be Right"
3. "Bennie and the Jets"

Bisy:
1. "Hard Day's Night"
2. "Lucille"
3. "Great Ball Of Fire"
4. "Piano Man"

## Lista koncertów
- 8, 9 i 12 lipca – Filadelfia, Pensylwania – Veterans Stadium
- 14 lipca – Orchard Park, Nowy Jork – Ralph Wilson Stadium
- 17 i 18 lipca – Foxborough, Massachusetts – Foxboro Stadium
- 20 lipca – Waszyngton, RFK Stadium
- 22, 24, 26, 28 i 29 lipca – East Rutherford, New Jersey – Giants Stadium
- 2 sierpnia – Pittsburg, Pensylwania – Three Rivers Stadium
- 6 sierpnia – Columbus, Ohio – Ohio Stadium
- 9 sierpnia – St. Louis, Missouri – Busch Stadium
- 11 sierpnia – Milwaukee, Wisconsin – Milwaukee County Stadium
- 13 sierpnia – Ames, Iowa – Cyclone Stadium
- 16 sierpnia – San Antonio, Teksas – Alamodome
- 18 sierpnia – Pontiac, Michigan – Silverdome
- 19 sierpnia – Atlanta, Georgia – Georgia Dome
- 21 sierpnia – Orlando, Floryda – Citrus Bowl